# Burzum

Logogram zespołu

Burzum – norweski projekt muzyczny, założony w 1991 roku przez Varga Vikernesa. Nazwa wywodzi się z powieści J.R.R. Tolkiena Władca Pierścieni. Pochodzi z wiersza o Pierścieniach Władzy i w Czarnej Mowie oznacza „ciemności”.
Burzum zaliczany jest do drugiej fali black metalu oraz określany jest jako jeden z najbardziej wpływowych w historii gatunku.

## Historia
Burzum początkowo grał black metal, charakteryzujący się wolnymi tempami oraz wrzaskliwym wysokim śpiewem. Później, na płytach Dauði Baldrs oraz Hliðskjálf, zwrócił się w kierunku dark ambientu z akcentami muzyki ludowej. Zmiana ta wynika z braku zgody władz więzienia na otrzymanie innego instrumentu niż syntezator.
Jedyny stały członek zespołu Varg Vikernes w 1993 roku został skazany na 21 lat pozbawienia wolności za zabójstwo 10 sierpnia 1993 gitarzysty zespołu Mayhem Øysteina Aarsetha (pseud. Euronymous) oraz za podpalenie trzech zabytkowych kościołów (w tym Fantoft stavkirke, którego fotografię umieścił później na swoim EP Aske). 10 marca 2009 ogłoszono, że po odbyciu 16 lat kary Vikernes zostanie warunkowo zwolniony z dalszego odbywania kary. Obecnie Burzum uważany jest za jednego z prekursorów i „legend” muzyki blackmetalowej.
W czerwcu 2009 roku Vikernes zapowiedział realizację nagrań nowego albumu. Premiera albumu wydanego przez wytwórnię płytową Byelobog Productions odbyła się 8 marca 2010 roku. Początkowo album miał być zatytułowany Den Hvite Guden (Biały Bóg), jednakże tytuł został odebrany jako rasistowski, więc został zmieniony na Belus. Zarówno tytuł Den Hvite Guden jak i Belus według Vikernesa odnoszą się do nordyckiego bóstwa Baldura reprezentującego światło, piękno, miłość i szczęście.
W październiku 2010 roku nakładem wytwórni Byelobog Productions ponownie zostały wydane wszystkie, prócz ostatniego, albumy projektu. Reedycje zostały wzbogacone o nową szatę graficzną oraz o opisy informujące o okolicznościach powstania poszczególnych wydawnictw.
W styczniu 2011 na łamach magazynu Ablaze Vikernes zapowiedział wydanie ósmego albumu zatytułowanego Fallen. Premiera płyty nastąpiła 7 marca 2011 roku, wydana została nakładem wytwórni Byelobog Productions. Kolejno w roku 2012 wydano płytę Umskiptar. Album ukazał się 21 maja 2012 roku nakładem Byelobog Productions. W roku 2013 przyszła pora na dziesiąte wydawnictwo pod tytułem Sôl austan, Mâni vestan, wydanej nakładem poprzedniej wytwórni. Kolejną płytą w dorobku Burzum była ambientowa, zawierająca również elementy skandynawskiego folku, płyta The Ways of Yore wydana w 2014 roku.
13 marca 2020 ukazała się kolejna płyta "Thulêan Mysteries" w całości udostępniona przez Varga do odsłuchu.
1 czerwca 2018 roku Vikernes na swoim kanale o nazwie thuleanperspective w serwisie Youtube opublikował film, w którym żegna się z Burzum. Tytuł owego filmu to Burzum Debut Album DSP version first print (G. R. E.E. D.).
Tak oto Varg podsumował swoje życie związane ze swoim projektem Burzum:
„Burzum to projekt muzyczny. Niektórym się podoba, niektórym nie. OK. Ale dla mnie Burzum jest moją bolesną przeszłością w śmierdzącym bagnie. Zajęło mi wiele lat, by się z niego wydostać. A kiedy mi się to wreszcie udało, po prostu skończyłem w nowym bagnie.
Burzum nigdy nie był moim życiowym wyborem. Nigdy nie chciałem zostać muzykiem. To było coś, co robiłem, czekając na coś, co nigdy nie nadeszło – i co nigdy nie mogło nadejść.
Zostawiłem wszystkie śmierdzące bagna, poszedłem naprzód.
Żegnaj, Burzum. Widzę, jak wstaje słońce i rozświetla wszelkie mroki tego świata.”

## Dyskografia
| Albumy studyjne - Burzum (1992, Deathlike Silence Productions) - Aske (1993, EP, Deathlike Silence Productions) - Det Som Engang Var (1993, Cymophane Productions) - Hvis Lyset Tar Oss (1994, Misanthropy Records) - Filosofem (1996, Misanthropy Records) - Dauði Baldrs (1997, Misanthropy Records) - Hliðskjálf (1999, Misanthropy Records) - Belus (2010, Byelobog Productions) - Fallen (2011, Byelobog Productions) - Umskiptar (2012, Byelobog Productions) - Sôl austan, Mâni vestan (2013, Byelobog Productions) - The Ways of Yore (2014, Byelobog Productions) - Thulêan Mysteries (2020, Byelobog Productions) Kompilacje - Burzum / Aske (1995, Misanthropy Records) - 1992-1997 (1998, Misanthropy Records) - Burzum Anthology (2002, Cymophane Productions) - Draugen - Rarities (2005, Ancient Blood Records) - Burzum Anthology (2008, Back on Black Records) - Burzum 1992-1999 (2010, Byelobog Productions) - From the Depths of Darkness (2011, Byelobog Productions) Single - Mythic Dawn (2015, Byelobog Productions) - Forgotten Realms (2015, Byelobog Productions) - Thulean Mysteries (2015, Byelobog Productions) | Kompilacje różnych wykonawców - Presumed Guilty (1998, Misanthropy Records) - Gummo (1998, Domino Recording Co.) - Fenriz Presents... The Best of Old-School Black Metal (2004, Peaceville Records) Dema - Burzum (Demo I) (1991, wydanie własne) - Burzum (Demo II) (1991, wydanie własne) - Burzum (Promo) (1992, Deathlike Silence Productions) Tribute albumy - Wotan Mit Uns! (2003, Ancient Beliefs) - The Tribute (2005, Ash Nazg/Perverted Taste) - Triumph und Wille (2006, 29A) - Lost Freedom (2007, Patriot Production) - A Hungarian Tribute To Burzum: Life Has New Meaning (2008, HungAryan Records) |